# Melito Irpino
Melito Irpino község (comune) Olaszország Campania régiójában, Avellino megyében.

## Fekvése
A megye északi részén fekszik. Határai: Apice, Ariano Irpino, Bonito és Grottaminarda.

## Története
Melito Irpino valószínűleg a Titus Livius által is megemlített ókori Melas városának helyén alakult ki, amelyet Hannibal seregei i. e. 215-ben elpusztítottak. A mai település első említése a 12. század elejéről, a normannok uralkodásának kezdeti időszakából származik. A középkor során nemesi birtok volt, a Gesualdo, Ariano, Della Marra, D’Aquino majd a Caracciolo családok tulajdona. 1806-ban nyerte el függetlenségét, miután a Nápolyi Királyságban eltörölték a feudalizmust. Az 1962-es földrengést követően a régit felszámolták és egy új települést építettek fel néhány kilométerrel távolabb. Csak a nevezetes épületei, a Castello és a Sant’Egidio-katedrális maradtak meg.

## Népessége
A népesség számának alakulása:

## Főbb látnivalói
- Castello (középkori vára)
- Sant’Egidio-templom
- San Pio-kápolna